# Файтсбронн
Файтсбронн (нем. Veitsbronn) — община в Германии, в земле Бавария. 
Подчиняется административному округу Средняя Франкония. Входит в состав района Фюрт.  Население составляет 6192 человека (на 31 декабря 2010 года). Занимает площадь 16,16 км².
Коммуна подразделяется на 7 сельских округов.

## Население
По оценке на 31 декабря 2015 года население общины Файтсбронн составляет 6386 чел. 

| Дата      | 1840 | 1871 | 1900 | 1925 | 1939 | 1950 | 1961 | 1970 | 1987 | 2011 |
| --------- | ---- | ---- | ---- | ---- | ---- | ---- | ---- | ---- | ---- | ---- |
| Население | 687  | 819  | 1086 | 1158 | 1666 | 2829 | 3827 | 4954 | 5461 | 6191 |

| Год       | 1960 | 1970 | 1980 | 1990 | 2000 | 2009 | 2010 | 2011 | 2012 | 2013 | 2014 | 2015 |
| --------- | ---- | ---- | ---- | ---- | ---- | ---- | ---- | ---- | ---- | ---- | ---- | ---- |
| Население | 3676 | 4918 | 5455 | 5636 | 6235 | 6212 | 6192 | 6215 | 6295 | 6298 | 6354 | 6386 |